# Vila Operária Clube Esporte Mariano
Vila Operária Clube Esporte Mariano, mais conhecido como VOCEM, é uma agremiação esportiva do município de Assis, no estado de São Paulo. Foi fundado em 21 de julho de 1954 e suas cores são bordô e branco. Atualmente, o VOCEM disputa a Série A4 do Campeonato Paulista, equivalente á quarta divisão estadual. 
Teve 22 participações nos campeonatos organizados pela Federação Paulista de Futebol. Sua melhor campanha foi no estadual de 1984, quando chegou ao quadrangular final da divisão de acesso, mas terminou eliminado. O VOCEM manda seus jogos no Estádio Antônio Viana Silva, o popular "Tonicão".

## História
Mesmo levando em conta a rica diversidade do futebol brasileiro, pode-se dizer que a equipe mais popular de Assis teve uma origem bastante inusitada. Afinal, quando o Padre Aloísio Bellini decidiu fundar um time sua prioridade não era conquistar títulos ou revelar grandes craques. Pároco da tradicional Vila Operária por muitos anos e um dos principais líderes daquela comunidade, o clérigo encontrou na modalidade uma forma de instigar os jovens da época a seguir os caminhos da igreja. Surgia assim, em 21 de julho de 1954, o “Marianinho”, importante agremiação do futebol amador que posteriormente daria origem ao VOCEM (iniciais de Vila Operária Clube Esporte Mariano).
As ligações com a religião não pararam por aí. O branco e o bordô foram escolhidos como cores oficiais por representarem o pão e o vinho, ou seja, o corpo e o sangue de Cristo, ou resumindo, o vinho de missa e a hóstia da comunhão. Já o distintivo ganhou inscrições em latim com as frases “Audite Vocem Domini” e “Non ducor duco”, que significam respectivamente “Ouviste a voz do Senhor” e “Não sou conduzido, conduzo”. Neste período não bastava ser bom de bola para garantir a titularidade: primeiro era preciso frequentar a missa onde se distribuíam vales que davam direito a escalação. Padre Bellini ainda marcava presença nas preleções que antecediam as partidas, onde tinha o hábito de rezar com os atletas. Não por acaso, o apelido "Esquadrão da Fé" rapidamente ganhou popularidade entre os adeptos.
O ingresso no profissionalismo se deu em 1978, quando o clube disputou a chamada 2.ª divisão e encerrou a 1.ª fase invicto, caindo apenas nas semifinais. A estréia foi no estádio Marcelino de Souza contra o Dracena e o primeiro gol do "Esquadrão da Fé" foi marcado pelo atacante Paulo Cuca. A base do elenco eram jogadores da própria cidade, que haviam acabado de conquistar o bicampeonato amador de futebol. A melhor fase da história viria na década de 80, quando o time disputou a 2.ª divisão do campeonato paulista entre 82 e 89. Nessa época o escrete mariano esteve muito próximo da elite, mas nunca conseguiu o acesso. Em 1984 chegou ao quadrangular decisivo bem cotado, entretanto, terminou sucumbindo em uma chave com Paulista, Noroeste e União Barbarense. Ao longo de sua história teve um total de 19 participações em campeonatos da Federação Paulista de Futebol.
Para desespero de sua torcida, o "Esquadrão da Fé" acabou perdendo forças, se licenciando em 1994 devido a problemas financeiros. No início da década seguinte o VOCEM ainda ensaiou um retorno aos gramados, se retirando definitivamente de cena em 2002 (quando disputava a extinta B-3). Contudo, depois de 12 anos inativo, a equipe finalmente retornou ao profissionalismo em 2014, para a disputa da Segunda Divisão. Em sua estréia no torneio, o clube venceu o Presidente Prudente FC por 2 x 1. O jogo, disputado em Assis, registrou o maior público na abertura da competição.

## Estatísticas

### Participações
|  | Participações em 2025 |

| Competição | Competição         | Temporadas | Melhor campanha         | Anos                  | A | R |
| São Paulo  | Série A2           | 8          | 4º colocado (1984)      | 1982-1989             | – | 1 |
| São Paulo  | Série A3           | 4          | Sem dados               | 1980-1981 e 1992-1993 | 1 | 1 |
| São Paulo  | Série A4           | 13         | 3º colocado (2021)      | 1994 e 2014-2025      | – | – |
| São Paulo  | Segunda Divisão    | 4          | Sem dados               | 1978-1979 e 1999-2000 | – | 1 |
| São Paulo  | Série B3 (extinta) | 2          | 27º colocado (2001)     | 2001-2002             | – |   |
| São Paulo  | Copa Paulista      | 1          | Oitavas de final (2024) | 2024                  |   |   |

### Últimas 10 Temporadas
Legenda:
| Campeão Vice-campeão Eliminado nas semifinais | Campeão e promovido à divisão superior Vice-campeão e/ou promovido à divisão superior Rebaixado à divisão inferior | Classificado à fase de grupos da Copa Libertadores Classificado à fase preliminar da Copa Libertadores Classificado à Copa Sul-Americana Campeão do Campeonato do Interior |

## Futsal
Em 2007, através de uma parceria com a Autarquia Municipal de Esportes, o VOCEM ingressou no Futsal para representar a cidade de Assis. A equipe utilizava o mesmo uniforme do clube, que estava afastado dos gramados profissionais desde 2003. Nas quadras, o VOCEM foi bicampeão da Copa TV TEM de futsal. A iniciativa perdurou até 2010, quando a parceria foi encerrada e o projeto terminou desativado.